# Camilo Cándido
Camilo Cándido, vollständiger Name Camilo Damián Cándido Aquino, (* 2. Juni 1995 in Montevideo) ist ein uruguayischer Fußballspieler.

## Karriere

### Verein
Der 1,74 Meter große Mittelfeldakteur Cándido gehört mindestens seit der Clausura 2015 dem Kader des seinerzeitigen Erstligisten Rampla Juniors an. Dort debütierte er unter Trainer Nelson Olveira am 7. Juni 2015 beim 0:0-Unentschieden gegen Defensor Sporting in der Primera División, als er in der 62. Spielminute für Mauro Vila eingewechselt wurde. Insgesamt lief er in der Saison 2014/15 einmal (kein Tor) in der höchsten uruguayischen Spielklasse auf. Nach dem Abstieg folgten in der Zweitligaspielzeit 2015/16 21 weitere Ligaeinsätze (kein Tor). Sein Klub kehrte erneut in die Erstklassigkeit zurück. Während der Saison 2016 kam er 14-mal (kein Tor) in der Primera División zum Einsatz.
2019 wechselte Cándido zu Liverpool Montevideo und 2021 zu Nacional Montevideo. Die Transferrechte wurden zu dem Zeitpunkt auf geteilt. 30 % hielt künftig Nacional, weitere 30 % weiterhin Rampla und die verbleibenden 40 % Liverpool.

### Nationalmannschaft
2021 wurde er in den A-Kader Uruguays berufen. Bei Qualifikationsspielen zur Fußball-Weltmeisterschaft 2022 und bei der Copa América 2021 stand er im Kader, kam über die Rolle eines Reservespielers ohne Einsätze nicht hinaus.